# Власково (Локнянский район)
Власково — деревня в Локнянском районе Псковской области России. Входит в состав Подберезинской волости.
Расположена в 39 км к востоку от райцентра Локня на реке Ловать, в 3 км к северу от впадения в неё Локня.
Численность населения деревни составляла 48 жителей в 2000 году, 33 жителя в 2011 году.